# Jacob Jacobsen (godsejer)
 For alternative betydninger, se Jacob Jacobsen. (Se også artikler, som begynder med Jacob Jacobsen)
Jacob Jacobsen (28. august 1816 – 2. december 1893 på Falkensteen) var en dansk godsejer og politiker.
Han købte godset Falkensteen ved Slagelse i 1848, blev landvæsenskommissær og fra 1885 tilsynsførende ved Landbohøjskolen. Jacobsen blev valgt til Landstinget ved valget efter den reviderede Grundlov i 1866 og sad på tinge til sin død i 1893, men spillede aldrig nogen fremtrædende rolle. Han vides ikke tidligere at have søgt valg til Rigsdagen, men blev udpeget som en dygtig mand efter grundlovsforandringen. Siden røgtede han stille og bramfrit, men samvittighedsfuldt sin politiske gerning. Han blev valgt til medlem af Rigsretten.
Han var en ualmindelig net mand med et distingveret ydre, og han var nobel både i fremtræden og af udseende. Kun sjældent tog han del i forhandlingerne. Han talte ganske godt, men holdt sig ikke desto mindre meget tilbage. Han hørte til Højres mest trofaste støtter i tinget. I udvalg skal han være ganske virksom og på specielle områder have lagt indsigt og en ikke ringe dygtighed for dagen.
Han blev Ridder af Dannebrog og etatsråd.
Jacobsen ægtede 23. april 1841 i Frederiksberg Kirke Julie Marie Brandt (23. november 1817 på Frederiksberg – ). En af parrets døtre ægtede læge Theodor Sophus Warncke.